# Rosas
Rosas là một khu tự quản thuộc tỉnh Cauca, Colombia. Thủ phủ của khu tự quản Rosas đóng tại Rosas Khu tự quản Rosas có diện tích 197 ki lô mét vuông. Đến thời điểm ngày 28 tháng 5 năm 2005, khu tự quản Rosas có dân số 9589 người.